# Emanuel Purkyně (1895)
Emanuel Purkyně (rodným jménem Emanuel Jan Křtitel Petr Karel Rytíř Purkyně, 26. ledna 1895 Louny – 22. října 1929 Všeobecná nemocnice) byl český biolog, zdravotník zoolog, paleontolog, hygienik, knihovník, člen Sokola a vodárenský odborník, vnuk biologa Emanuela Purkyněho, pravnuk Jana Evangelisty Purkyněho. Po vzniku Státního zdravotního ústavu roku 1925 zde byl zaměstnán jako první odborník na čistotu vody. Tomuto oboru se od té doby soustavně věnoval, jako jeden z prvních v Československu, až do své tragické smrti na následky zranění po dopravní nehodě.

## Život

### Mládí a studium
Narodil se v Praze v rodině lounského lékaře Otakara rytíře Purkyněho a jeho manželky Emílie, rozené Hilbertové. MUDr. Otakar Purkyně, narozený v Bělé pod Bezdězem, byl synem Emanuela Purkyněho a vnukem věhlasného přírodovědce J. E. Purkyněho, matka pak byla dcerou lounského právníka a pozdějšího starosty města Petra Pavla Hilberta a sestrou stavitele Kamila Hilberta a spisovatele Jaroslava Hilberta. Šlechtický přídomek zdědil spolu s bratry Otakarem, Janem a Jiřím po otci. Rodina byla dobře zajištěna, což Emanuelovi umožnilo se věnovat studiím. Absolvoval gymnázium ve Slaném a roku 1915 nastoupil ke studiu na lékařské fakultě Univerzity Karlovy v Praze.

### V armádě
Již v listopadu 1915 byl však spolu s bratry Otakarem a Janem povolán do rakouské Císařské armády k jednoleté službě, kde působil, posléze na italské frontě, jako zdravotník. Téhož roku také umírá jejich otec, Emanuelovo poručnictví je svěřeno strýci Kamilu Hilbertovi. Byl přitom přesvědčeným pacifistou, válečné dění, kterým byl obklopen se snažil vytěsňovat a věnoval maximum času studiu medicíny a přírodních věd. Seznámil se zde mj. s pozdějším spisovatelem Karlem Konrádem. Z odporu ke službě a touze navrátit se ke studiu medicíny si dokázal aplikací směsi chemikálií se salmiakem uměle vytvořit omrzliny na prstech u nohou, a po uznání nemocným umístěn v lazaretu, kde dálkově dostudovával medicínu.
Když pak již v červenci 1918 hrozilo, že bude jeho simulantství prozrazeno, rozhodl se přesvědčit nadřízené o svém šílenství. Studoval kvůli tomu psychiatrickou literaturu a experimentoval s psychoaktivními substancemi, aby byla iluze co nejvěrohodnější. Pod vlivem neurčené látky se vydal při dovolené v Lounech s písemnou žádostí do kanceláře okresního hejtmana a energicky žádal, aby byl zbaven rytířského titulu, s vidinou, že bude uvržen do vězení či blázince. Hejtman mu oznámil, že k tomu není oprávněn, Purkyně se tedy s novou žádostí vypravil pěšky z Loun do Prahy, kde se pak po několikadenní cestě a opět po pozření neznámé substance dožadoval audience přímo u českého místodržitele hraběte Thuna. S příslibem předání zprávy místodržiteli pak vysílen na místě usnul a následně byl ve svěrací kazajce odvezen ambulancí do psychiatrické léčebny. Posléze byl uznán jako svému okolí neškodný psychicky nemocný, vyřazen z armády a předán do ošetřování lékaře v Lounech, mj. otcova rodinného přítele.
Definitivně se pak rozhodl zanechat studia lékařství a na podzim 1918 nastoupil na Filosofickou fakultu ku studiu biologie, zoologie a dalších příbuzných oborů. Přechodně bydlel u strýce Kamila Hilberta. Záhy po vzniku Československa roku 1918 se Purkyně, i přes své protiválečné smýšlení, spolu s přítelem Karlem Konrádem, přihlásili do nově vzniklé Československé armády a v hodnosti vojínů odešli bojovat v Maďarsko-československé válce proti Maďarské republice rad na jižní slovenské hranici. Purkyně se účastnil bojů o Hlohovec, v armádě platil za spolehlivého a zkušeného vojáka. Posléze se začátkem roku 1919 rozhodl z fronty odejít, na což měl jako dobrovolník nárok, ale poté, co jej velitel pro jeho zkušenosti a uplatnění ze služby neuvolnil, rozhodl se přesto bojiště opustit, de facto dezertovat. Šlechtický titul, který nosil, s novou československou legislativou úředně zanikl.

### Po roce 1918
Intenzivně pokračoval ve studiu zoologie, paleontologie či entomologie, celé studium zakončil roku 1921 získáním titulu RNDr. Již během studií byl zaměstnán v Národním muzeu jako odborný asistent, kde pracoval na utřídění sbírek a znovuidentifikování řady již archivovaných paleontologických nálezů, především kosterních pozůstatků pravěkých zvířat. Roku 1923 se oženil s Marií Macháčkovou, svou spolužačkou z filosofické fakulty, se kterou se seznámil na sokolské akademii. Společně zakoupili hospodářství u Českých Budějovic, ale po roce se opět přesunuli do Prahy. Narodila se jim dcera Eva. Purkyně pak krátce pracoval v Ústavu pro plemennou biologii.
V listopadu roku 1925 byl v Praze založen Státní zdravotní ústav, jakožto instituce systematicky se zabývající zlepšováním veřejného zdraví. Na jeho vzniku se podílely finanční prostředky Československé republiky a Mezinárodní zdravotní úřad Rockefellerovy nadace v New Yorku. K otevření došlo 12. října 1925, zakládající listina byla signována prezidentem T. G. Masarykem. Purkyně byl osloven k výkonu pozice vedoucího oddělení zabývající se kontrolou zdravotní kvality vodních zdrojů, do SZÚ nastoupil v lednu 1926. Vedle laboratorní práce vykonával také funkci správce knihovny ústavu. Díky podpoře Rockefellerovy nadace mu bylo umožněno i s manželkou a dcerou vycestovat na studijní cestu do USA, kde Purkyně docházel na Harvard Engineering School v Cambridge ve státě Massachusetts, kde studoval vodovodní systémy. Během svého dvouletého pobytu zde navštívil celou řadu vodárenských zařízení například ve městech Buffalo, Cleveland, Chicago, Milwaukee, Indianopolis, Cincinnati, Columbus, Harrisburg, Washington D.C., Baltimore, Filadelfie či New York City. V září 1928 se pak s rodinou vrátil na lodi Tuscania do Evropy, cestou ještě možná podnikl cestu po Spojeném království a Německu. Navrátil se pak k práci v SZÚ.

### Nehoda a úmrtí
Z USA si Purkyně mj. přivezl moderní motocykl značky Indian, na který mu byl v květnu 1929 vydán řidičský průkaz. Při podvečerní projížďce 7. října téhož roku se v nepřehledné zatáčce mezi Radošovicemi a Uhříněvsí nedaleko Prahy srazil s volským povozem místního rolníka. Utrpěl těžkou zlomeninu nohy a další zranění, se kterými byl automobilem převezen do nemocnice na Královských Vinohradech. 22. října neočekávaně zemřel na prudkou sepsi, která se v ranách vytvořila. (Podle matriky zemřel ve Všeobecné nemocnici na zánět nitroblány srdeční.) Byl pohřben v rodinné hrobce, spolu se svými rodiči a posléze rodinou, na Městském hřbitově v Lounech.

### Rodina
Roku 1923 se oženil s Marií Purkyňovou, rozenou Macháčkovou, socioložkou a pedagožkou, roku 1923 se jim narodila dcera Eva. Starší bratr Otakar, působící jako sekundář v nemocnici v Brně, roku 1920 spáchal sebevraždu. Druhý bratr Jan byl v důsledku zranění na frontě první světové války postižen těžkou duševní chorobou a zemřel v ústavu pro choromyslné roku 1942. Nejmladší bratr Jiří byl pak za účast v protinacistickém odboji popraven v Mnichově téhož roku. Dcera Eva se provdala za Viléma Bondyho (Bendu), se který měli syny Jana a Michala. Mladší Michal zahynul během služby v Československé lidové armádě roku 1969, pravděpodobně při manipulaci se zbraní, není však vyloučena sebevražda. Následkem těchto událostí pak téhož roku matka Eva Purkyňová a bratr Jan Purkyně ukončili život dobrovolně. Roku 1969 zemřela také Marie Purkyňová, není však jisté, jestli se i v jejím případě jednalo o sebevraždu. Vilém Bondy-Benda působil jako ředitel Státního židovského muzea v Praze.